# فلوريان فانر
فلوريان فانر (بالألمانية: Florian Wanner)‏ (من مواليد 2 فبراير 1978) هو لاعب جودو ألماني.

## روابط خارجية
- فلوريان فانر على موقع الفيدرالية الدولية للجودو (الإنجليزية)
- فلوريان فانر على موقع JudoInside.com (الإنجليزية)
- فلوريان فانر على موقع AllJudo.net (الفرنسية)
- فلوريان فانر على موقع اللجنة الأولمبية الدولية (الإنجليزية)
- فلوريان فانر على موقع أوليمبيديا (الإنجليزية)